# Dalbandin
Dalbandin (en urdu: دالبندین‎) es una localidad de Pakistán, en la provincia de Baluchistán.

## Demografía
Según estimación 2010 contaba con 12562 habitantes.